# Eqaluit
Eqaluit è un villaggio della Groenlandia di 1 abitante (gennaio 2005). Si trova a 60°46'N 45°35'O; appartiene al comune di Kujalleq.